# 娑葛
娑葛（漢音：さかつ、拼音：Suōgĕ、? - 709年）は、突騎施（テュルギシュ、Türügeš）部の首領。烏質勒の子。

## 生涯
神龍2年（706年）12月、父の烏質勒が死に、その子である娑葛は嗢鹿州都督・左驍衛大将軍を拝命し、父の封爵（懐徳郡王）を襲名した。この時の勝兵は30万。中宗は詔で十姓可汗の阿史那懐道に節を持たせて冊立させ、あらためて娑葛を金河郡王とし、後宮の婦人4人を賜った。
景龍元年（707年）、娑葛は使者を遣わして謝意を表した。中宗は前殿に臨御して万騎羽林の二仗を引き連れ、使者を引見して労い、下賜品を賜った。娑葛はまもなく父の配下武将であった闕啜忠節と怨み合い、互いに激しく戦った。
景龍2年（708年）、娑葛は忠節の罪を朝廷に訴えて、彼を京師に連れて来るよう願い出た。時に兵部尚書の宗楚客が朝廷で勢力をふるっていたので、闕啜忠節は密かに遣使を送って金七百両を楚客に賄賂して入朝しなくてもよくし、吐蕃を誘って娑葛を攻撃させ、報復しようとした。楚客はすぐに御史中丞の馮嘉賓に節を持たせて事にあたらせた。嘉賓は忠節と書簡を交換したが、娑葛の巡邏兵にこれを奪われた。11月、謀りごとを知った娑葛は兵を発して安西の撥換（亀茲）・焉耆・疏勒を襲撃し、忠節を生け捕り、嘉賓を殺した。自ら可汗と称した娑葛は弟の遮弩に兵を率いさせて塞（長城）で略奪させた。娑葛は安西都護の牛師奨と火焼城で戦い、牛師奨を戦死させて安西を陥落させ、四鎮路を封鎖した。娑葛は表を奉って宗楚客の首を求めた。大都護の郭元振は表を奉り、娑葛の行状が正しく、当然赦されるべきであることを述べた。中宗は詔で娑葛の罪を赦し、冊立して十四姓可汗とした。
景龍3年（709年）秋7月、娑葛が遣使を送って唐に降ったため、中宗は娑葛を驍衛大将軍・衛尉卿・金河王・帰化可汗（欽化可汗）とし、守忠の名を賜った。時に娑葛は弟の遮弩とその部を分治していたが、遮弩が自分の部衆が少ないのを妬み、兄に叛いて東突厥の默啜に帰順した。遮弩は道案内をして帰り、兄を攻撃することを願い出た。默啜は遮弩を留め、自ら兵2万を率いて娑葛を攻撃し、これを捕えた。默啜は帰国すると遮弩に言った。「汝は兄弟の間で親しみ合っていない。そんな状態でどうして我に心から仕えることができようか？」と。默啜は2人とも殺してしまった。默啜の兵が還ると、娑葛の配下部将である蘇禄が余衆を寄せ集め、自ら立って可汗となった。

## 参考資料
- 『旧唐書』本紀第七、列伝第一百四十四下
- 『新唐書』本紀第四、列伝百一四十下
- 『資治通鑑』巻第二百九、巻第二百八